# Christophorus (Gegenpapst)
Der aus Rom stammende Christophorus war vor seinem Pontifikat Kardinalpriester von Sankt Damasus. Im September 903 führte er eine Revolte gegen Papst Leo V. an, ließ ihn ins Gefängnis werfen und sich im Anschluss daran zum Papst wählen und weihen.
Bereits vier Monate später ereilte ihn das gleiche Schicksal wie Leo. Sergius, Bischof von Cerveteri, hatte bereits 897/898 versucht Papst zu werden. Im Januar 904 ließ er sich nun wählen, ergriff die Macht und brachte Christophorus in das gleiche Gefängnis, in dem auch Leo V. saß.
Über das weitere Schicksal des Christophorus herrscht Unklarheit. Nach Hermann von Reichenau wurde er nach seinem Sturz Mönch. Eugenius Vulgarius hingegen berichtet von der Ermordung durch Sergius III., der angeblich die beiden anderen Prätendenten hinrichten ließ, weil er nicht mitansehen konnte, wie sie im Kerker darbten.
Von verschiedenen Quellen wird Christophorus sowohl als legitimer Papst als auch als Gegenpapst bezeichnet. Eine genaue Klärung der Legitimität seines Pontifikats ist bisher nicht möglich.